# Angelica pachycarpa
Angelica pachycarpa é uma espécie de planta com flor pertencente à família Apiaceae. 
A autoridade científica da espécie é Lange, tendo sido publicada em Descriptio Iconibus Illustrata Plantarum Novarum...Flora Hispanica 7, t. 7. 1864.

## Portugal
Trata-se de uma espécie presente no território português, nomeadamente em Portugal Continental.
Em termos de naturalidade é endémica da Península Ibérica.

## Protecção
Não se encontra protegida por legislação portuguesa ou da Comunidade Europeia.